# Kernmagneton
Das Kernmagneton (Symbol {\displaystyle \mu _{\mathrm {K} }} oder {\displaystyle \mu _{\mathrm {N} }} mit N für Nukleon) wird in der Kern- und Teilchenphysik üblicherweise als Einheit für magnetische Momente verwendet. Es ist definiert als Betrag des magnetischen Moments eines Dirac-Teilchens mit der Ladung und Masse des Protons:
{\displaystyle \mu _{\mathrm {N} }={\frac {e}{2m_{\mathrm {p} }}}\,\hbar }
mit
{\displaystyle e}: elektrische Elementarladung
{\displaystyle \hbar }: reduzierte Planck-Konstante
{\displaystyle m_{\mathrm {p} }}: Protonmasse.
Nach derzeitiger Messgenauigkeit hat es den Wert:
{\displaystyle {\begin{aligned}\mu _{\mathrm {N} }&=3{,}152\,451\,254\,17(98)\cdot 10^{-8}\ \mathrm {eV/T} \\&=5{,}050\,783\,7393(16)\cdot 10^{-27}\ \mathrm {J/T} ,\end{aligned}}}
wobei die eingeklammerten Ziffern die Unsicherheit in den letzten Stellen des Wertes bezeichnen, diese Unsicherheit ist als geschätzte Standardabweichung des angegebenen Zahlenwertes vom tatsächlichen Wert angegeben; es stehen
{\displaystyle \mathrm {eV} } bzw. {\displaystyle \mathrm {J} } für die Energieeinheiten Elektronenvolt bzw. Joule
{\displaystyle \mathrm {T} } für die Einheit Tesla der magnetischen Flussdichte.
Die gemessenen magnetischen Momente von Proton und Neutron sind:
{\displaystyle {\begin{aligned}\mu _{\mathrm {p} }&=2{,}7928\,\mu _{\mathrm {N} }\\\mu _{\mathrm {n} }&=-1{,}9130\,\mu _{\mathrm {N} },\end{aligned}}}
Wären sie punktförmige Teilchen, würde man {\displaystyle \mu _{\mathrm {p} }=1\,\mu _{\mathrm {N} }} und {\displaystyle \mu _{\mathrm {n} }=0\,\mu _{\mathrm {N} }} erwarten. Diese deutliche Diskrepanz war einer der frühesten Hinweise dafür, dass Proton und Neutron zusammengesetzte Teilchen sind (aus Quarks, wie man heute weiß).